# Varecia variegata
Il vari bianconero o lemure variegato (Varecia variegata Kerr, 1792) è un lemure minacciato che vive nelle foreste primarie del Madagascar.

## Descrizione

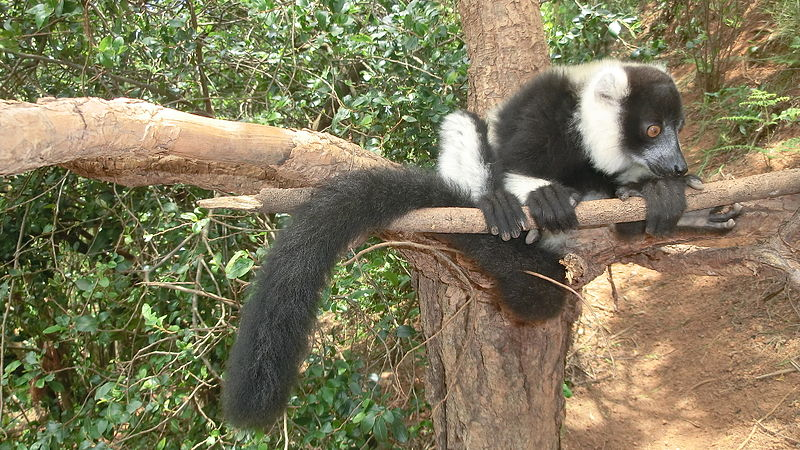
Un esemplare in libertà (Madagascar)

La pelliccia è tipicamente bicolore, nera sul ventre e sugli arti anteriori, bianca sul dorso e sugli arti posteriori.
Il Vari misura circa 50 cm, esclusa la coda (che invece ne misura 60) e pesa circa 3,5 kg.

## Biologia
Il Vari è un animale sociale, che vive in branchi di massimo 12 individui, o a volte solo in coppia.
Il Vari è uno dei pochi lemuri in grado di costruirsi un nido, adoperando i peli della femmina, che si strappa dai fianchi poco prima di partorire, dopo 102 giorni di gestazione.
Partorisce due cuccioli, molto lenti nello sviluppo. A tre settimane, infatti, non hanno ancora imparato ad arrampicarsi.

## Alimentazione
È vegetariano: si nutre  di nettare, fiori e frutta, che raccoglie spostandosi sugli alberi, su tutte e quattro le zampe.

## Distribuzione e habitat

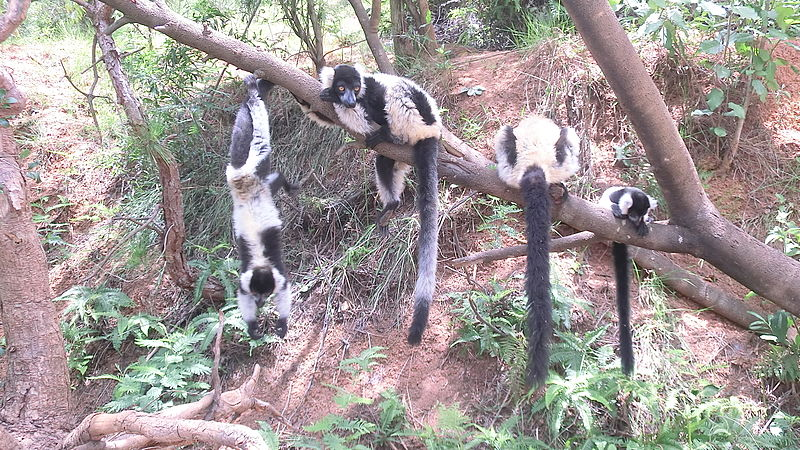
Un esemplare in libertà (Madagascar)

È presente in diverse aree protette tra cui il Parco nazionale di Mananara e la Riserva speciale di Nosy Mangabe (V. v. subcincta);  la Riserva naturale integrale di Betampona, la Riserva naturale integrale di Zahamena, la Riserva speciale di Ambatovaky e la Riserva speciale di Marotandrano (V. v. variegata); il Parco nazionale di Ranomafana, il Parco nazionale di Andasibe-Mantadia e la Riserva speciale di Manombo  (V. v. editorum). In passato era presente nel Parco nazionale di Andringitra ma è andato incontro ad estinzione locale.

## Tassonomia
Se ne conoscono tre sottospecie:
- Varecia variegata variegata
- Varecia variegata editorum
- Varecia variegata subcincta

La sottospecie Varecia variegata rubra viene oggi considerata una specie a sé stante (Varecia rubra).